# Federación de Municipios de Cantabria
La Federación de Municipios de Cantabria (FMC) es una organización que engloba a los 102 municipios de la comunidad autónoma de Cantabria, constituida el 9 de diciembre de 1992 en la localidad de Unquera (Val de San Vicente), con una participación inicial de 38 municipios.
La organización, cuya sede oficial se localiza en Torrelavega, tiene como principal fin «la protección y promoción de los intereses comunes de los ayuntamientos de la comunidad autónoma de Cantabria, a cuyo ámbito territorial se circunscribe».